# گمینا برانگوو
گمینا برانگوو (به لهستانی:  Gmina Braniewo) یک گمینا در لهستان است که در شهرستان برانگوو واقع شده‌است. گمینا برانگوو ۳۰۶٫۹۳ کیلومتر مربع مساحت و ۶٬۴۰۰ نفر جمعیت دارد.